# 分式理想
在数学中，特别是交换代数中，分式理想的概念是在对整环的研究中所引入的，并且在戴德金整环的研究中得到丰富。类似于通过给整数引入分母而产生了分数，在整环中，分式理想可认为是为理想引入了在某种意义上的分母。在特定上下文中，为了有所区别，环的普通理想常被强调为整理想。

## 定义和基本结论
设{\displaystyle R}是一个整环，{\displaystyle K}是其分式域。{\displaystyle R}的分式理想定义为{\displaystyle K} 的一个{\displaystyle R}-子模{\displaystyle I}，使得存在一个非零的{\displaystyle r\in R}，满足{\displaystyle rI\subset R}。{\displaystyle r}可以被认为是子模{\displaystyle I}的“分母”，如果一个分式理想可由{\displaystyle K}的单个元素生成，则称为主分式理想。分式理想{\displaystyle I}包含于{\displaystyle R}，当且仅当{\displaystyle I}是{\displaystyle R}的整理想。
给定整环{\displaystyle R}，{\displaystyle R}的一个分式理想{\displaystyle I}被称为是可逆的，如果存在另一个分式理想{\displaystyle J}，使得{\displaystyle IJ=R}。（这里，{\displaystyle IJ=\{a_{1}b_{1}+a_{2}b_{2}+\dots +a_{n}b_{n}:a_{i}\in I,b_{i}\in J,n=0,1,2,\dots \}}被称为两个分式理想的积）。{\displaystyle R}的全体可逆分式理想按理想的求积运算，形成一个阿贝尔群，称为{\displaystyle R}的分式理想群；其单位元是{\displaystyle R}的单位理想，即{\displaystyle R}本身。{\displaystyle R}的全体主分式理想，形成一个分式理想群的子群。{\displaystyle R}的一个（非零）分式理想是可逆的，当且仅当它是作为一个{\displaystyle R}模是投射的。
{\displaystyle K}的每个有限生成{\displaystyle R}-子模都是{\displaystyle R}的分式理想。进一步，如果{\displaystyle R}是诺特的，则这些就是{\displaystyle R}的全部分式理想。

## 戴德金整环
在戴德金整环中，上面的理论更为简单。特别地，戴德金整环的每个分式理想都是可逆的。事实上，这也是刻画戴德金整环的特征：一个整环是戴德金整环，当且仅当它的的每个非零分式理想都可逆。
在戴德金整环中，分式理想群模去主分式理想群所得到的商群是这个戴德金整环的重要不变量，称为它的理想类群。引入分式理想的一部分原因就是为了说明理想类群确实是个商群，这比通过特别地定义理想类的乘法运算来构造理想类群要更自然。

## 除子理想
设{\displaystyle {\tilde {I}}}为{\displaystyle R}的所有包含{\displaystyle I}的主分式理想的交集，则：
{\displaystyle {\tilde {I}}=(R:(R:I))}
其中
{\displaystyle (R:I)=\{x\in K:xI\subseteq R\}} 为理想的商。
如果{\displaystyle {\tilde {I}}=I}，则称{\displaystyle I}为除子理想。如果{\displaystyle I}是除子理想，且{\displaystyle J}是非零素理想， 则{\displaystyle (I:J)} 也是除子理想。
一个整环称为Mori 整环， 如果其全体除子理想的集合满足升链条件。